# Manuel Bruker
Mendel Brucker connu sous le nom de Manuel Bruker, né à Radautz (Bucovine, Autriche-Hongrie) (aujourd'hui Rădăuți en Roumanie) le 6 décembre 1891 et mort à Paris le 16 avril 1979, est un peintre, collectionneur et éditeur d'art français.

## Biographie
Sa famille s'installe à Paris en 1894. Il fait des études de médecine et passe sa thèse de doctorat en 1917. Devenu oto-rhino-laryngologiste, Pierre Mac Orlan le qualifie de « mordu du beau livre ».
En 1926, encouragé par Lucien Graux, il fonde sa propre maison d'édition. Près de quatre-vingts ouvrages illustrés de gravures y seront publiés. Entre 1931 et 1963, il se consacre  aux Éloges et des Portraits d'artistes, choisissant parmi ses contemporains ceux dont il apprécie le plus le travail et collaborant avec eux. Il leur commande alors des estampes destinées à illustrer les textes qui sont rédigés par des écrivains ou des critiques d'art. Quarante-six Éloges et Portraits seront ainsi édités.
Par ailleurs, Manuel Bruker expose au Salon des indépendants de 1928 les toiles Vieille rue à Roquebrune et Ramatuelle (Var). Il est naturalisé Français en novembre de cette même année.
Il est inhumé au cimetière du Père-Lachaise (division no 97).